# Сонер Хюсеин
Сонер Хюсеин е български футболист. Играе на поста централен нападател.

## Биография
Сонер Хюсеин е роден на 29 април 1998 в град Силистра. Юноша на ФК Дулово, след което е привлечен в школата на Дунав (Русе). За „драконите“ има 2 мача в елита на българското първенство. През 2017 г. е отдаден под наем в другия русенски футболен клуб – Локомотив (Русе). От 2018 до 2021 г. играе в Академик (Свищов), като за „студентите“ има 26 мача и 23 гола.